# Пелоид
Пелоид је лековито блато и као свако блато предаставља житку и лепљиву смешу тамне боје насталу од расквашене земље или прашине, али са лековитим својствима. Лековитост потиче од соли, биостимулатора и гасова, али и других физичко-хемијских својстава овог природног седимента. Настаје таложењењем органских и неорганских материјала који су у некој фази разградње, како у лагунама мора, тако и у слатководним екосистемима, па и у вулканским областима.

## Историја
Лековита својства пелоида су откривена још пре 4.000 година и за њих су знали и стари Египћани. Према писању на папирусу, користили су га за лечење опекотина, али и неких болести.

## Лековита и друга својства
Пелоид је сложен хетерогени систем, сиво или црно обојен колоид, чије су честице мање од два нанометра, а чине га две чврсте и једна течна фаза. Лековитог блата има на многим местима на свету, али у ограниченим количинама. Осим као купка, може да се користи и као паковање. Данас се зна да убрзава циркулацију и метаболизам, утиче на рад неких ендокриних жлезда и смирује напетост и болове и то пре свега због термичког ефекта. Такође, утиче благотворно и на хроничне реуматске болести, а користи се и у козметичке сврхе, за уклањање целулита на пример. Због тога што садржи хуминску киселину, ово блато према неким изворима и подмлађује. Код пелоида запажени су антимикробни, антивирусни, антинеопластични и антиинфламаторни ефекти. Аналгетски ефекат пелоида је последица поменутог деловања топлоте.
Примена пелоида у медицинске сврхе назива се пелоидотерапија и представља веома важну методу физикалне медицине. Испољава топлотно и механичко дејство, те повољно делује на локалне запаљењске процесе, регенеративне процесе, трофичне промене на кожи, а такође делује и на симптом бола (аналгетички и спазмолитички). Због тога има широку примену код артритиса, артроза, периартеритиса, тендинитиса, бурзитиса, миалгије, фиброзитиса, спондилозе и дископатије, код посттрауматских контрактура, успореног стварања калуса, неуралгија и неуритиса, лезија периферних нерава, хроничних гинеколошких обољења код жена, стерилитета, постоперативних инфилтрата, код некомпликованог варикозног синдрома (без улцерација). Употребљава се и у козметичке сврхе. Пелоид надражајно делује и на екстеро и интерорецепторе, изазивајући низ неурохуморалних и неуроендокриних реакција, преко коре надбубрежних жлезда изазива продукцију гликокортикоида, што повољно утиче на инфламаторне процесе.

## Врсте
Постоје различите врсте пелоида, попут фанга. Песак са морског дна је такође лековит, а најпопуларније лековито блато је оно из Мртвог мора које се користи против псоријазе и других кожних обољења. Богато је витамином Е, али и минералима. Врло је цењен и пелоид који се користи на Криту, а у Србији је познат пелоид вулканског порекла у Бујановачкој бањи, са више од 30% лековитих честица. Познат је и пелоид из Бање Ковиљаче, који је минералног порекла и слабо алкалан.